# Боцинское сельское поселение
Се́льское поселе́ние «Боцинское» (бур. Боциин hомон) — муниципальное образование в Джидинском районе Бурятии Российской Федерации.
Административный центр — село Боций.

## История
Статус и границы сельского поселения установлены Законом Республики Бурятия от 31 декабря 2004 года № 985-III «Об установлении границ, образовании и наделении статусом муниципальных образований в Республике Бурятия»

## Население
| 2002 | 2011 | 2012 | 2013 | 2014 | 2015 | 2016 |
| ---- | ---- | ---- | ---- | ---- | ---- | ---- |
| 769  | ↘634 | ↘611 | ↘590 | ↘580 | ↘573 | ↘565 |
| 2017 | 2018 | 2019 | 2020 | 2021 | 2023 | 2024 |
| ↘546 | ↘528 | ↘511 | ↘510 | ↘352 | ↘328 | ↘327 |

## Состав сельского поселения
| № | Населённый пункт | Тип населённого пункта       | Население |
| - | ---------------- | ---------------------------- | --------- |
| 1 | Боций            | село, административный центр | ↘550      |
| 2 | Верхний Ёнхор    | село                         | ↘86       |